# Soldat
（俄语“軍人、勇士”）是波兰人在16歲時設計之多人橫向捲軸射擊遊戲，受liero、Scorched Earth啟發，結合Counter-Strike和百战天虫一些特徵。支持更改圖片、武器數值或是設計地圖。

## 遊戲戰鬥模式

### Death Match—死鬥模式
勝利條件（符合以下其中一項）：
1. 最先殺人數達到殺人上限
2. 限時內殺人數最多

### Point Match—持旗死鬥
死鬥模式的進化版。不同的是，持旗殺人分數兩倍，即得2分。

勝利條件（符合以下其中一項）：
1. 最先殺人數達到殺人上限
2. 限時內殺人數最多

### Rambo Match（Rambo）—第一滴血
同樣是死鬥模式的進化版。場地上會放置一把藍波弓，得到的人會變身為藍波（有自動補血之效果）。

玩家則必須殺死擁有藍波弓者或持藍波弓殺人才能得分

勝利條件（符合以下其中一項）：
1. 最先殺人數達到殺人上限
2. 限時內殺人數最多

### Team Match—隊伍死鬥模式
最多可分為 紅、藍、黃和綠（Alpha、Bravo、Charlie、Delta）四隊來進行死鬥。

勝利條件（符合以下其中一項）：
1. 最先殺人數達到殺人上限
2. 限時內殺人數最多

### Catch The Flag—搶旗模式
只分為 紅和藍（Alpha、Bravo）兩隊，取得對方旗幟去觸碰己方旗幟即可得1分。

勝利條件（符合以下其中一項）：
1. 最快得到搶旗分數上限
2. 限時內得分最高隊

### Infiltration—守旗模式
搶旗模式的進化版， 紅隊（Alpha）為攻方和藍隊（Bravo）為守方。

紅隊需取得黑旗去觸碰白旗處才能得分（快速得25分，慢則得30分）

藍隊只要旗幟不被搶走，每5秒就會加1分

勝利條件：
1. 分數到達分數上限

### Hold The Flag—隊伍持旗戰鬥模式
只分為 紅和藍（Alpha、Bravo）兩隊，持旗隊每5秒加1分。

勝利條件：
1. 分數到達分數上限

## 遊戲進行模式

### Survival mode—生存模式
開始時會有5秒的暖身時間，玩家死亡後即不能重生，必須等到其中一隊全滅。

### Realistic mode—真實模式
無法看到視線以外的人（身後、被遮蔽）、槍枝後座力明顯增加、有重力限制（從高處摔落會受傷、武器重量影響移動速度）。

### Advance mode—進階模式
剛開始只有副武器可供選擇，要達到開場者設定的殺人數才會隨機增加1樣武器，反之，被殺即會減少武器。

## 武器
- 主要武器（括號內的是鍵盤選擇鍵）
  - （1）Desert Eagles 以色列IMI製半自動手槍（雙槍，在0.94c版中為單槍）
  - （2）HK MP5 德国黑克勒&科赫製冲锋枪
  - （3）AK-74 苏联／俄罗斯米哈伊尔·季莫费耶维奇·卡拉什尼科夫突击步枪1974年型
  - （4）Steyr AUG 奥地利陆军通用犢牛式（Bullpup）突击步枪
  - （5）Spas-12 意大利路易吉．弗蘭基（英语：Luigi Franchi S.p.A.）製戰鬥霰彈槍
  - （6）Ruger-77 美國儒格公司製手動步槍
  - （7）M79 美國春田兵工廠製榴彈發射器
  - （8）Barrett M82A1 美國巴雷特製狙击步枪（反器材步槍）
  - （9）FN Minimi 比利时FN製轻机枪（M249班用機槍）
  - （0）XM214 Mini gun 美國製加特林机枪
- 附屬武器（無法使用鍵盤選擇鍵選擇，但可在Player中的Secondary Weapon預設）
  - USSCOM（HK MK23 Mod 0）德国黑克勒&科赫製手枪
  - Chainsaw（英语：Chainsaw carving） 鏈鋸
  - Combat knife 戰術小刀，可按拋棄鍵投擲。
  - M72 LAW 美國輕型反裝甲武器
- 特殊武器（無法一開始就取得，但是手榴弹除外）
  - Grenade手榴弹，一開始有2個，可在場上的綠色盒取得，可在Options的Maximum Grenade調整取得數量（1—5個）。
  - Cluster Grenade 破片手榴弹，可在場上的黄色盒取得，無法調整取得的數量，每盒取得的手榴弹數是3個。
  -  藍波弓，只限Rambo Match（第一滴血）使用。射出的箭是一擊必殺。
  - Flame Arrow 藍波弓的另一種型態，射出的箭會爆炸。
  - Flamer 火焰放射器。
  - M2 Stationary Gun 白朗寧M2重機槍，屬於固定式機槍（英语：Weapon mount）。
  - Punch 拳頭，可以使敵人繳械。
- 被取消的武器
  - M4 Carbine 美國柯爾特製卡賓槍，在最早的0.94c中出現，在0.97b版被Steyr AUG所取代。
  - Colt M1911 美國柯爾特製半自動手槍1911年型，在1.1.0版被USSCOM（HK MK23 Mod 0）取代。

## 關於註冊
Soldat中的某些額外功能如更改噴射器顏色、更改面板等等，都是需要註冊後才能使用。

註冊的動作是在官方網站的“註冊”區執行。

## 外部連結
- （波兰語）（英文） Soldat 官方網站（页面存档备份，存于）
- （英文）官方論壇（页面存档备份，存于）
- （英文）Official Soldat指引／Wiki
- （英文） SoldatHQ Maps（页面存档备份，存于） - 最大和最快的升級Soldat的網上地圖資料庫。

## 其他
- liero
- Counter-Strike